# Exposoom
Het Exposoom is de wetenschap die de omgevingsfactoren bestudeert waaraan we gedurende ons leven worden blootgesteld. Het ontdekken van de niet-genetische oorzaken van gezondheid en ziekte. Er is niet één enkele methode die alle factoren kan meten, zoals in genetisch onderzoek. Ook is het exposoom, in tegenstelling tot het genoom, variabel in de tijd. Exposoomonderzoek is vaak multidisciplinair en maakt gebruik van Big data.

## Geschiedenis
Het exposoom werd voor het eerst voorgesteld in 2005 door kankerepidemioloog Christopher Paul Wild in een artikel getiteld "Complementing the genome with an "exposome": the outstanding challenge of environmental exposure measurement in molecular epidemiology". Eind 2013 werd deze definitie nader toegelicht in het eerste boek over het exposoom.

## Onderzoek
Het European Human Exposome Network, gefinancierd met meer dan 100 miljoen door de Europese Commissie middels Horizon 2020 Grants, verbindt 9 exposoom onderzoeksprojecten. Eén van deze projecten is het EXPANSE onderzoeksprogramma dat vanuit de Universiteit Utrecht gecoördineerd wordt. Sinds 2018 voert de Utrecht Exposome Hub gezamenlijk onderzoek uit naar het exposoom. Het samenwerkingsverband bestaat uit de Universiteit Utrecht, TNO, het RIVM en andere publieke en private partners. In januari 2020 ging het landelijke Exposome-NL onderzoeksprogramma van start. Het programma werd in 2019 een financiering van 17,4 miljoen euro toegekend middels een zwaartekracht programma van NWO.  De deelnemende instituten dragen daarnaast nog eens 8 miljoen euro bij aan het programma. Het Exposome-NL consortium onder leiding van hoogleraar Roel Vermeulen bestaat uit het Amsterdam UMC, Rijksuniversiteit Groningen,Universiteit Leiden, Universitair Medisch Centrum Utrecht en de Universiteit Utrecht. 